# Concours Radio France de la micronouvelle
Le concours Radio France de la micronouvelle est une compétition créée par Radio France en 2015 à destination des écrivains amateurs. Le récit primé est présenté au public lors de l'événement « Radio France fête le livre » et publié sur le site internet de Radio France. En outre, le lauréat reçoit un lot d'ouvrages de l'année en cours, tels que les Prix Medicis, Prix Goncourt, Prix Renaudot, Prix de l'Académie française, Prix Femina et Prix du livre Inter.

## Présentation du concours
Le concours Radio France de la micronouvelle est une compétition créée par Radio France en 2015. Il est ouvert aux écrivains amateurs majeurs résidant en France. Cette micronouvelle, dont la thématique est imposée, doit être un récit imaginaire, appartenant au genre narratif, être rédigée en 1 000 signes et comporter une chute.

## Partenariats
En 2016, Radio France a proposé la deuxième édition du concours de la micronouvelle avec le soutien de la revue Lire. En 2017, l'épreuve organisée par Radio France s'est appuyée sur un partenariat avec le Centre national du livre, Cheek Magazine et Les Inrockuptibles. En 2018, la 4e édition du concours s'est effectuée en partenariat avec Le Parisien Week-end et France.tv Slash.

## Prix
En 2015, un trophée original fut réalisé par les élèves de l'École supérieure des arts appliqués duperré, sur l'idée d’un objet sonore et sensible. En 2016 et 2017, il n'y a pas eu de trophée.
Depuis la première édition, le récit du lauréat est lu dans plusieurs émissions littéraires des antennes de Radio France, publié sur le site internet de Radio France et relayé via les réseaux sociaux du groupe. D'autre part, à partir de 2016, le récit est présenté au public lors de l'événement « Radio France fête le livre ».
Ce prix s'accompagne d'un lot d'ouvrages de l'année en cours :
- Prix Medicis,
- Prix Goncourt,
- Prix Renaudot,
- Prix de l'Académie française,
- Prix Femina,
- Prix du livre Inter,
- Prix du roman des étudiants France Culture - Télérama,
- Prix France Info de la bande dessinée d'actualité et du reportage,
- Prix du livre France Bleu des libraires indépendants.

## Palmarès
| Année | Lauréat | Contexte | Jury | Remise du prix |
| ----- | --- | --- | --- | --- |
| 2015  | Cédric Citharel pour sa nouvelle Un abri de papier a été désigné lauréat au début décembre 2015,.                                           | Près de 1600 récits pour cette première édition du concours, du 9 au 25 octobre 2015, qui avait pour thème « Le livre dans ma vie ».                              | Le jury était composé de producteurs des antennes de Radio France spécialistes du livre, membres du comité éditorial de Radio France fête le livre.            | La remise du prix a eu lieu le 18 mars 2016 lors du Salon du livre de Paris, le lauréat recevant son prix en présence notamment des membres du jury du concours ainsi que des élèves de l’Ecole Duperré qui ont réalisé le trophée.                    |
| 2016  | Nicole Bastin pour sa nouvelle Yuwa. | Les participants, dont le nombre a dépassé 1700 personnes cette année, avaient du 3 au 16 octobre 2016 pour écrire un récit imaginaire sur le thème « Liberté »,. | Les récits ont été soumis à un jury composé de producteurs, journalistes, spécialistes du livre et membres du comité éditorial de Radio France fête le livre,. | Tahar Ben Jelloun, invité d'honneur de Radio France fête le livre 2016 et président du jury du concours de la micronouvelle, a remis, le 26 novembre 2016, son prix à Nicole Bastin.                                                                   |
| 2017  | Noémie Péreira a été désignée lauréate du concours le 8 novembre 2017 pour sa nouvelle Saudade.                                             | Le concours qui s'est déroulé du 2 au 15 octobre 2017 et qui devait répondre au thème « Ensemble » a impliqué 1400 écrivains amateurs.                            | Les récits ont été soumis à un jury composé de producteurs, journalistes, spécialistes du livre et membres du comité éditorial de Radio France fête le livre,. | Le prix fut remis par Dany Laferrière, invité d'honneur de Radio France fête le livre 2017 et président du jury du concours de la micronouvelle, lors de l'événement Radio France fête le livre, le dimanche 26 novembre 2017 à la Maison de la Radio. |
| 2018  | Tatiana Montandon et Nathalie Gauthereau ont été désignées lauréates du prix grand public le 12 novembre 2018, au milieu de 2000 candidats. | Le concours qui s'est déroulé du 1er au 14 octobre 2018 avait pour thème « Un nouveau monde ».                                                                    | Les récits ont été soumis à un jury composé de producteurs, journalistes, spécialistes du livre et membres du comité éditorial de Radio France fête le livre,. | Les prix ont été remis aux lauréates par Disiz la Peste, parrain du concours, lors de l'événement Radio France fête le livre du 25 novembre 2018. |